# Un señor muy viejo con unas alas enormes
Un señor muy viejo con unas alas enormes és una pel·lícula cubana dramàtica-de fantasia de 1988 escrita i dirigida per Fernando Birri. Està basada en el conte homònim de 1955 del colombià Gabriel García Márquez que combina fantasia desbocada, al·legoria, ironia i testimoniatge social.

## Sinopsi
Un "àngel" amb aspecte d'ancià, cobert de brutícia i dotat d'unes ales força grans aterra al pati de Pelayo i Elisenda. La gent del poble en el qual cau és rústica i poc sofisticada, tractarà d'explotar la novetat del fet en el seu propi benefici.

## Repartiment
- Daisy Granados... Elisenda
- Asdrúbal Meléndez ... Pelayo
- Luis Alberto Ramírez ... Padre Gonzaga
- Adolfo Llauradó
- Márcia Barreto ... Mujer araña
- Fernando Birri... Ángel viejo
- Silvia Planas ... Eulalia
- María Luisa Mayor
- Parmenia Silva

## Reconeixements
Va participar en la 45a Mostra Internacional de Cinema de Venècia, on va rebre el Premi Osella a la millor música. També va rebre el premi Coral a la millor escenografia al Xè Festival Internacional del Nou Cinema Llatinoamericà de l'Havana.